# Hardheim
Hardheim település Németországban, azon belül Baden-Württembergben. Lakosainak száma 6995 fő (2023. december 31.).

## Népesség
A település népessége az elmúlt években az alábbi módon változott:
| Lakosok száma | 6431 | 7083 | 6868 | 6476 | 6432 | 7683 | 7436 | 7387 | 6856 | 6995 |
|               | 1961 | 1968 | 1974 | 1981 | 1987 | 1994 | 2000 | 2007 | 2013 | 2023 |